# بورگوبرباخ
بورگوبرباخ (به آلمانی: Burgoberbach) یک شهر در آلمان است که در آنسباخ واقع شده‌است.